# Liste der Nummer-eins-Hits in Belgien (1999)
Dies ist eine Liste der Nummer-eins-Hits in Belgien im Jahr 1999. Für die niederländischsprachigen Landesteile (Flandern) und die französischsprachigen Landesteile (Wallonie) werden getrennte Charts ermittelt. Veröffentlicht werden die Charts von Ultratop, das auf Initiative der Belgian Entertainment Association (BEA), der Vereinigung der Musik-, Film- und Spieleindustrie des Landes, entstanden ist.

## Flandern

### Singles
| ← 1998 ← | Liste der Nummer-eins-Hits in Belgien (Flandern) | Liste der Nummer-eins-Hits in Belgien (Flandern) | Liste der Nummer-eins-Hits in Belgien (Flandern) | 2000 →                    |
| \| Zeitraum \| Wo. ges. \| Interpret \| Titel Autor(en) \| Zusätzliche Informationen \| \| (Zeitraum, Wochen auf Platz eins, Interpret, Titel, Autor[en], zusätzliche Informationen) \| \| \| \| \| \| ----------------------------------------------------------------------------------------- \| -------- \| ------------------ \| ------------------------------------------------------------------------------------------------------------------------------------------------------------------------------------------------------------------- \| ------------------------- \| \| 19. Dezember 1998 – 22. Januar 1999 5 Wochen \| 5 \| Emilia \| Big Big World Emilia Hanna Rydberg, Lars Olof Stig Andersson \| – \| \| 23. Januar 1999 – 12. Februar 1999 3 Wochen \| 3 \| Virtual Zone \| Change U Mind / Virtual Zone Patrick Kacmar \| – \| \| 13. Februar 1999 – 12. März 1999 4 Wochen \| 4 \| The Offspring \| Pretty Fly (for a White Guy) Bryan Keith Holland, Thomas Sylvester Allen, Harold Ray Brown I, Morris Dewayne Dickerson, Le Roy Jordan, Lee Oskar Levitin, Charles William Miller, Howard E. Scott, Gerald Goldstein \| – \| \| 13. März 1999 – 7. Mai 1999 8 Wochen \| 8 \| Britney Spears \| … Baby One More Time Martin Karl Sandberg \| – \| \| 8. Mai 1999 – 4. Juni 1999 4 Wochen \| 4 \| Mr. Oizo \| Flat Beat Quentin Benoit Dupieux \| – \| \| 5. Juni 1999 – 11. Juni 1999 1 Woche \| 1 \| Virtual Zone \| Heaven Patrick Kacmar \| – \| \| 12. Juni 1999 – 2. Juli 1999 3 Wochen \| 3 \| Shania Twain \| That Don’t Impress Me Much Shania Twain, Robert John Lange \| – \| \| 3. Juli 1999 – 23. Juli 1999 3 Wochen \| 3 \| Britney Spears \| Sometimes Jörgen Kjell Elofsson \| – \| \| 24. Juli 1999 – 30. Juli 1999 1 Woche \| 1 \| Ann Lee \| 2 Times Alfredo Pignagnoli, Annerley Gordon, Daniela Galli, Paul Sears \| – \| \| 31. Juli 1999 – 10. September 1999 6 Wochen \| 6 \| Lou Bega \| Mambo No. 5 (A Little Bit Of …) Musik: Dámaso Pérez Prado; zusätzlicher Text: Christian Pletschacher, David Lubega \| – \| \| 11. September 1999 – 8. Oktober 1999 4 Wochen \| 4 \| Eiffel 65 \| Blue (Da Ba Dee) Musik: Maurizio Lobina, Gianfranco Randone; Text: Massimo Gabutti, Maurizio Lobina \| – \| \| 9. Oktober 1999 – 15. Oktober 1999 1 Woche \| 1 \| Christina Aguilera \| Genie in a Bottle Pamela Eileen Sheyne, David Martin Frank, Steve Kipner \| – \| \| 16. Oktober 1999 – 29. Oktober 1999 2 Wochen \| 2 \| DJ Peter Project \| 2 New-York Christopher Mott, Flip Vanderputte \| – \| \| 30. Oktober 1999 – 5. November 1999 1 Woche \| 1 \| Scoop \| Drop It Jan Vervloet, Daniël Franciscus Moerenhout \| – \| \| 6. November 1999 – 26. November 1999 3 Wochen \| 3 \| Da Boy Tommy \| Halloween Tommy Monique Patrick Debie \| – \| \| 27. November 1999 – 21. Januar 2000 8 Wochen \| 8 \| R. Kelly \| If I Could Turn Back the Hands of Time Jack Daniels, Bonnie F. Thompson \| – \| |                                                  |                                                  | |                           |
| ← 1998 |                                                  |                                                  | | → 2000 →                  |
| Zeitraum | Wo. ges.                                         | Interpret                                        | Titel Autor(en) | Zusätzliche Informationen |
| (Zeitraum, Wochen auf Platz eins, Interpret, Titel, Autor[en], zusätzliche Informationen) |                                                  |                                                  | |                           |
| 19. Dezember 1998 – 22. Januar 1999 5 Wochen | 5                                                | Emilia                                           | Big Big World Emilia Hanna Rydberg, Lars Olof Stig Andersson | –                         |
| 23. Januar 1999 – 12. Februar 1999 3 Wochen | 3                                                | Virtual Zone                                     | Change U Mind / Virtual Zone Patrick Kacmar | –                         |
| 13. Februar 1999 – 12. März 1999 4 Wochen | 4                                                | The Offspring                                    | Pretty Fly (for a White Guy) Bryan Keith Holland, Thomas Sylvester Allen, Harold Ray Brown I, Morris Dewayne Dickerson, Le Roy Jordan, Lee Oskar Levitin, Charles William Miller, Howard E. Scott, Gerald Goldstein | –                         |
| 13. März 1999 – 7. Mai 1999 8 Wochen | 8                                                | Britney Spears                                   | … Baby One More Time Martin Karl Sandberg | –                         |
| 8. Mai 1999 – 4. Juni 1999 4 Wochen | 4                                                | Mr. Oizo                                         | Flat Beat Quentin Benoit Dupieux | –                         |
| 5. Juni 1999 – 11. Juni 1999 1 Woche | 1                                                | Virtual Zone                                     | Heaven Patrick Kacmar | –                         |
| 12. Juni 1999 – 2. Juli 1999 3 Wochen | 3                                                | Shania Twain                                     | That Don’t Impress Me Much Shania Twain, Robert John Lange | –                         |
| 3. Juli 1999 – 23. Juli 1999 3 Wochen | 3                                                | Britney Spears                                   | Sometimes Jörgen Kjell Elofsson | –                         |
| 24. Juli 1999 – 30. Juli 1999 1 Woche | 1                                                | Ann Lee                                          | 2 Times Alfredo Pignagnoli, Annerley Gordon, Daniela Galli, Paul Sears | –                         |
| 31. Juli 1999 – 10. September 1999 6 Wochen | 6                                                | Lou Bega                                         | Mambo No. 5 (A Little Bit Of …) Musik: Dámaso Pérez Prado; zusätzlicher Text: Christian Pletschacher, David Lubega                                                                                                  | –                         |
| 11. September 1999 – 8. Oktober 1999 4 Wochen | 4                                                | Eiffel 65                                        | Blue (Da Ba Dee) Musik: Maurizio Lobina, Gianfranco Randone; Text: Massimo Gabutti, Maurizio Lobina | –                         |
| 9. Oktober 1999 – 15. Oktober 1999 1 Woche | 1                                                | Christina Aguilera                               | Genie in a Bottle Pamela Eileen Sheyne, David Martin Frank, Steve Kipner | –                         |
| 16. Oktober 1999 – 29. Oktober 1999 2 Wochen | 2                                                | DJ Peter Project                                 | 2 New-York Christopher Mott, Flip Vanderputte | –                         |
| 30. Oktober 1999 – 5. November 1999 1 Woche | 1                                                | Scoop                                            | Drop It Jan Vervloet, Daniël Franciscus Moerenhout | –                         |
| 6. November 1999 – 26. November 1999 3 Wochen | 3                                                | Da Boy Tommy                                     | Halloween Tommy Monique Patrick Debie | –                         |
| 27. November 1999 – 21. Januar 2000 8 Wochen | 8                                                | R. Kelly                                         | If I Could Turn Back the Hands of Time Jack Daniels, Bonnie F. Thompson | –                         |

### Alben
| ← 1998 ← | Liste der Nummer-eins-Hits in Belgien (Flandern) | Liste der Nummer-eins-Hits in Belgien (Flandern) | Liste der Nummer-eins-Hits in Belgien (Flandern) | 2000 →                    |
| \| Zeitraum \| Wo. ges. \| Interpret \| Titel \| Zusätzliche Informationen \| \| (Zeitraum, Wochen auf Platz eins, Interpret, Titel, zusätzliche Informationen) \| \| \| \| \| \| ------------------------------------------------------------------------------ \| -------- \| ------------------------- \| --------------------------------------- \| ------------------------- \| \| 12. Dezember 1998 – 15. Januar 1999 5 Wochen (insgesamt 7) \| 7 \| Helmut Lotti \| Helmut Lotti Goes Classic Final Edition \| – \| \| 16. Januar 1999 – 29. Januar 1999 2 Wochen (insgesamt 6) \| 6 \| U2 \| The Best of 1980–1990 \| – \| \| 30. Januar 1999 – 12. Februar 1999 2 Wochen \| 2 \| Joe Cocker \| Greatest Hits \| – \| \| 13. Februar 1999 – 5. März 1999 3 Wochen \| 3 \| Dana Winner \| Ergens in mijn hart \| – \| \| 6. März 1999 – 19. März 1999 2 Wochen \| 2 \| Roxette \| Have a Nice Day \| – \| \| 20. März 1999 – 7. Mai 1999 7 Wochen \| 7 \| Clouseau \| In Stereo \| – \| \| 8. Mai 1999 – 28. Mai 1999 3 Wochen \| 3 \| The Mackenzie feat. Jessy \| Angel \| – \| \| 29. Mai 1999 – 18. Juni 1999 3 Wochen \| 3 \| Backstreet Boys \| Millennium \| – \| \| 19. Juni 1999 – 2. Juli 1999 2 Wochen \| 2 \| Boyzone \| … By Request \| – \| \| 3. Juli 1999 – 23. Juli 1999 3 Wochen \| 3 \| Samson & Gert \| Samson & Gert 9 \| – \| \| 24. Juli 1999 – 15. Oktober 1999 12 Wochen \| 12 \| Shania Twain \| Come On Over \| – \| \| 16. Oktober 1999 – 29. Oktober 1999 2 Wochen (insgesamt 9) \| 9 \| Live \| The Distance to Here \| – \| \| 30. Oktober 1999 – 28. Januar 2000 13 Wochen \| 13 \| Helmut Lotti \| Out of Africa \| – \| |                                                  |                                                  |                                                  |                           |
| ← 1998 |                                                  |                                                  |                                                  | → 2000 →                  |
| Zeitraum | Wo. ges.                                         | Interpret                                        | Titel                                            | Zusätzliche Informationen |
| (Zeitraum, Wochen auf Platz eins, Interpret, Titel, zusätzliche Informationen) |                                                  |                                                  |                                                  |                           |
| 12. Dezember 1998 – 15. Januar 1999 5 Wochen (insgesamt 7) | 7                                                | Helmut Lotti                                     | Helmut Lotti Goes Classic Final Edition          | –                         |
| 16. Januar 1999 – 29. Januar 1999 2 Wochen (insgesamt 6) | 6                                                | U2                                               | The Best of 1980–1990                            | –                         |
| 30. Januar 1999 – 12. Februar 1999 2 Wochen | 2                                                | Joe Cocker                                       | Greatest Hits                                    | –                         |
| 13. Februar 1999 – 5. März 1999 3 Wochen | 3                                                | Dana Winner                                      | Ergens in mijn hart                              | –                         |
| 6. März 1999 – 19. März 1999 2 Wochen | 2                                                | Roxette                                          | Have a Nice Day                                  | –                         |
| 20. März 1999 – 7. Mai 1999 7 Wochen | 7                                                | Clouseau                                         | In Stereo                                        | –                         |
| 8. Mai 1999 – 28. Mai 1999 3 Wochen | 3                                                | The Mackenzie feat. Jessy                        | Angel                                            | –                         |
| 29. Mai 1999 – 18. Juni 1999 3 Wochen | 3                                                | Backstreet Boys                                  | Millennium                                       | –                         |
| 19. Juni 1999 – 2. Juli 1999 2 Wochen | 2                                                | Boyzone                                          | … By Request                                     | –                         |
| 3. Juli 1999 – 23. Juli 1999 3 Wochen | 3                                                | Samson & Gert                                    | Samson & Gert 9                                  | –                         |
| 24. Juli 1999 – 15. Oktober 1999 12 Wochen | 12                                               | Shania Twain                                     | Come On Over                                     | –                         |
| 16. Oktober 1999 – 29. Oktober 1999 2 Wochen (insgesamt 9) | 9                                                | Live                                             | The Distance to Here                             | –                         |
| 30. Oktober 1999 – 28. Januar 2000 13 Wochen | 13                                               | Helmut Lotti                                     | Out of Africa                                    | –                         |

## Jahreshitparaden
| ← 1998 ← | Liste der Nummer-eins-Hits in Belgien (Flandern) | Liste der Nummer-eins-Hits in Belgien (Flandern) | Liste der Nummer-eins-Hits in Belgien (Flandern) | 2000 →   |
| \| Singles \| Position# \| Alben \| \| --------------------------------------------------------------------------------------------------------------------------------------------------------------------------------------------------------------------------------- \| --------- \| ----------------------------------------- \| \| … Baby One More Time Britney Spears Martin Karl Sandberg \| 1 \| Out of Africa Helmut Lotti \| \| Mambo No. 5 (A Little Bit Of …) Lou Bega Musik: Dámaso Pérez Prado; zusätzlicher Text: Christian Pletschacher, David Lubega \| 2 \| Come On Over Shania Twain \| \| If I Could Turn Back the Hands of Time R. Kelly Jack Daniels, Bonnie F. Thompson \| 3 \| … Baby One More Time Britney Spears \| \| Blue (Da Ba Dee) Eiffel 65 Musik: Maurizio Lobina, Gianfranco Randone; Text: Massimo Gabutti, Maurizio Lobina \| 4 \| Volumia! \| \| Halloween Da Boy Tommy Tommy Monique Patrick Debie \| 5 \| In Stereo Clouseau \| \| Heyah Mama K3 Alain Robert Anna Vande Putte, Peter Jules Gillis, Miguel José Eric Wiels \| 6 \| All the Way… A Decade of Song Céline Dion \| \| We’re Going to Ibiza! Vengaboys Jeffrey Calvert, Max West \| 7 \| Greatest Hits Part1 Vengaboys \| \| Pretty Fly (for a White Guy) The Offspring Bryan Keith Holland, Thomas Sylvester Allen, Harold Ray Brown I, Morris Dewayne Dickerson, Le Roy Jordan, Lee Oskar Levitin, Charles William Miller, Howard E. Scott, Gerald Goldstein \| 8 \| Parels K3 \| \| Drop It Scoop Jan Vervloet, Daniël Franciscus Moerenhout \| 9 \| … By Request Boyzone \| \| 2 New-York DJ Peter Project Christopher Mott, Flip Vanderputte \| 10 \| Believe Cher \| |                                                  |                                                  |                                                  |          |
| ← 1998 |                                                  |                                                  |                                                  | → 2000 → |
| Singles | Position#                                        | Alben                                            |                                                  |          |
| … Baby One More Time Britney Spears Martin Karl Sandberg | 1                                                | Out of Africa Helmut Lotti                       |                                                  |          |
| Mambo No. 5 (A Little Bit Of …) Lou Bega Musik: Dámaso Pérez Prado; zusätzlicher Text: Christian Pletschacher, David Lubega | 2                                                | Come On Over Shania Twain                        |                                                  |          |
| If I Could Turn Back the Hands of Time R. Kelly Jack Daniels, Bonnie F. Thompson | 3                                                | … Baby One More Time Britney Spears              |                                                  |          |
| Blue (Da Ba Dee) Eiffel 65 Musik: Maurizio Lobina, Gianfranco Randone; Text: Massimo Gabutti, Maurizio Lobina | 4                                                | Volumia!                                         |                                                  |          |
| Halloween Da Boy Tommy Tommy Monique Patrick Debie | 5                                                | In Stereo Clouseau                               |                                                  |          |
| Heyah Mama K3 Alain Robert Anna Vande Putte, Peter Jules Gillis, Miguel José Eric Wiels | 6                                                | All the Way… A Decade of Song Céline Dion        |                                                  |          |
| We’re Going to Ibiza! Vengaboys Jeffrey Calvert, Max West | 7                                                | Greatest Hits Part1 Vengaboys                    |                                                  |          |
| Pretty Fly (for a White Guy) The Offspring Bryan Keith Holland, Thomas Sylvester Allen, Harold Ray Brown I, Morris Dewayne Dickerson, Le Roy Jordan, Lee Oskar Levitin, Charles William Miller, Howard E. Scott, Gerald Goldstein | 8                                                | Parels K3                                        |                                                  |          |
| Drop It Scoop Jan Vervloet, Daniël Franciscus Moerenhout | 9                                                | … By Request Boyzone                             |                                                  |          |
| 2 New-York DJ Peter Project Christopher Mott, Flip Vanderputte | 10                                               | Believe Cher                                     |                                                  |          |

## Wallonien

### Singles
| ← 1998 ← | Liste der Nummer-eins-Hits in Belgien (Wallonie) | Liste der Nummer-eins-Hits in Belgien (Wallonie) | Liste der Nummer-eins-Hits in Belgien (Wallonie)                                                                   | 2000 →                    |
| \| Zeitraum \| Wo. ges. \| Interpret \| Titel Autor(en) \| Zusätzliche Informationen \| \| (Zeitraum, Wochen auf Platz eins, Interpret, Titel, Autor[en], zusätzliche Informationen) \| \| \| \| \| \| ----------------------------------------------------------------------------------------- \| -------- \| -------------- \| ------------------------------------------------------------------------------------------------------------------ \| ------------------------- \| \| 28. November 1998 – 1. Januar 1999 5 Wochen \| 5 \| Lââm \| Chanter pour ceux qui sont loin de chez eux Michel Jean Hamburger \| – \| \| 2. Januar 1999 – 22. Januar 1999 3 Wochen \| 3 \| Cher \| Believe Brian Thomas Higgins, Paul Michael Barry, Steve Torch \| – \| \| 23. Januar 1999 – 19. Februar 1999 4 Wochen \| 4 \| Manau \| Mais qui est la belette? Martial Christian Tricoche, Cédric Henri Guillaume Soubiron, Hervé Arthur Edouard Lardic \| – \| \| 20. Februar 1999 – 26. März 1999 5 Wochen \| 5 \| Larusso \| Tu m’oublieras Marc Hillman, Yves Dessca \| – \| \| 27. März 1999 – 28. Mai 1999 9 Wochen \| 9 \| Britney Spears \| … Baby One More Time Martin Karl Sandberg \| – \| \| 29. Mai 1999 – 23. Juli 1999 8 Wochen \| 8 \| Moos \| Au nom de la rose Musik: Pascal Castro, Mustapha El Alami; Text: Mustapha El Alami \| – \| \| 24. Juli 1999 – 20. August 1999 4 Wochen \| 4 \| Lââm \| Jamais loin de toi Frédéric Philip Prévost, Patrice Marlone \| – \| \| 21. August 1999 – 22. Oktober 1999 9 Wochen \| 9 \| Lou Bega \| Mambo No. 5 (A Little Bit Of …) Musik: Dámaso Pérez Prado; zusätzlicher Text: Christian Pletschacher, David Lubega \| – \| \| 23. Oktober 1999 – 5. November 1999 2 Wochen \| 2 \| Britney Spears \| (You Drive Me) Crazy Martin Karl Sandberg, Per Olof Magnusson, David Bengt Kreuger, Jörgen Kjell Elofsson \| – \| \| 6. November 1999 – 24. Dezember 1999 7 Wochen (insgesamt 11) \| 11 \| R. Kelly \| If I Could Turn Back the Hands of Time Jack Daniels, Bonnie F. Thompson \| – \| \| 25. Dezember 1999 – 31. Dezember 1999 1 Woche \| 1 \| Tina Arena \| Aller plus haut Robert Goldman \| – \| |                                                  |                                                  | |                           |
| ← 1998 |                                                  |                                                  | | → 2000 →                  |
| Zeitraum | Wo. ges.                                         | Interpret                                        | Titel Autor(en) | Zusätzliche Informationen |
| (Zeitraum, Wochen auf Platz eins, Interpret, Titel, Autor[en], zusätzliche Informationen) |                                                  |                                                  | |                           |
| 28. November 1998 – 1. Januar 1999 5 Wochen | 5                                                | Lââm                                             | Chanter pour ceux qui sont loin de chez eux Michel Jean Hamburger                                                  | –                         |
| 2. Januar 1999 – 22. Januar 1999 3 Wochen | 3                                                | Cher                                             | Believe Brian Thomas Higgins, Paul Michael Barry, Steve Torch                                                      | –                         |
| 23. Januar 1999 – 19. Februar 1999 4 Wochen | 4                                                | Manau                                            | Mais qui est la belette? Martial Christian Tricoche, Cédric Henri Guillaume Soubiron, Hervé Arthur Edouard Lardic  | –                         |
| 20. Februar 1999 – 26. März 1999 5 Wochen | 5                                                | Larusso                                          | Tu m’oublieras Marc Hillman, Yves Dessca                                                                           | –                         |
| 27. März 1999 – 28. Mai 1999 9 Wochen | 9                                                | Britney Spears                                   | … Baby One More Time Martin Karl Sandberg                                                                          | –                         |
| 29. Mai 1999 – 23. Juli 1999 8 Wochen | 8                                                | Moos                                             | Au nom de la rose Musik: Pascal Castro, Mustapha El Alami; Text: Mustapha El Alami                                 | –                         |
| 24. Juli 1999 – 20. August 1999 4 Wochen | 4                                                | Lââm                                             | Jamais loin de toi Frédéric Philip Prévost, Patrice Marlone                                                        | –                         |
| 21. August 1999 – 22. Oktober 1999 9 Wochen | 9                                                | Lou Bega                                         | Mambo No. 5 (A Little Bit Of …) Musik: Dámaso Pérez Prado; zusätzlicher Text: Christian Pletschacher, David Lubega | –                         |
| 23. Oktober 1999 – 5. November 1999 2 Wochen | 2                                                | Britney Spears                                   | (You Drive Me) Crazy Martin Karl Sandberg, Per Olof Magnusson, David Bengt Kreuger, Jörgen Kjell Elofsson          | –                         |
| 6. November 1999 – 24. Dezember 1999 7 Wochen (insgesamt 11) | 11                                               | R. Kelly                                         | If I Could Turn Back the Hands of Time Jack Daniels, Bonnie F. Thompson                                            | –                         |
| 25. Dezember 1999 – 31. Dezember 1999 1 Woche | 1                                                | Tina Arena                                       | Aller plus haut Robert Goldman                                                                                     | –                         |

### Alben
| ← 1998 ← | Liste der Nummer-eins-Hits in Belgien (Wallonie) | Liste der Nummer-eins-Hits in Belgien (Wallonie) | Liste der Nummer-eins-Hits in Belgien (Wallonie) | 2000 →                    |
| \| Zeitraum \| Wo. ges. \| Interpret \| Titel \| Zusätzliche Informationen \| \| (Zeitraum, Wochen auf Platz eins, Interpret, Titel, zusätzliche Informationen) \| \| \| \| \| \| ------------------------------------------------------------------------------ \| -------- \| -------------------- \| ----------------------------- \| ------------------------- \| \| 26. Dezember 1998 – 26. März 1999 13 Wochen (insgesamt 22) \| 22 \| (Musical-Soundtrack) \| Notre-Dame de Paris \| – \| \| 27. März 1999 – 16. April 1999 3 Wochen \| 3 \| Lara Fabian \| Live \| – \| \| 17. April 1999 – 16. Juli 1999 13 Wochen \| 13 \| Francis Cabrel \| Hors-saison \| – \| \| 17. Juli 1999 – 6. August 1999 3 Wochen \| 3 \| Jean-Jacques Goldman \| Tournée ’98 – En passant \| – \| \| 7. August 1999 – 17. September 1999 6 Wochen \| 6 \| Johnny Hallyday \| Ballades \| – \| \| 18. September 1999 – 24. September 1999 1 Woche \| 1 \| Céline Dion \| Au cœur du Stade \| – \| \| 25. September 1999 – 12. November 1999 7 Wochen \| 7 \| Johnny Hallyday \| Sang pour sang \| – \| \| 13. November 1999 – 3. Dezember 1999 3 Wochen \| 3 \| Patrick Bruel \| Juste avant \| – \| \| 4. Dezember 1999 – 7. Januar 2000 5 Wochen (insgesamt 7) \| 7 \| Céline Dion \| All the Way… A Decade of Song \| – \| |                                                  |                                                  |                                                  |                           |
| ← 1998 |                                                  |                                                  |                                                  | → 2000 →                  |
| Zeitraum | Wo. ges.                                         | Interpret                                        | Titel                                            | Zusätzliche Informationen |
| (Zeitraum, Wochen auf Platz eins, Interpret, Titel, zusätzliche Informationen) |                                                  |                                                  |                                                  |                           |
| 26. Dezember 1998 – 26. März 1999 13 Wochen (insgesamt 22) | 22                                               | (Musical-Soundtrack)                             | Notre-Dame de Paris                              | –                         |
| 27. März 1999 – 16. April 1999 3 Wochen | 3                                                | Lara Fabian                                      | Live                                             | –                         |
| 17. April 1999 – 16. Juli 1999 13 Wochen | 13                                               | Francis Cabrel                                   | Hors-saison                                      | –                         |
| 17. Juli 1999 – 6. August 1999 3 Wochen | 3                                                | Jean-Jacques Goldman                             | Tournée ’98 – En passant                         | –                         |
| 7. August 1999 – 17. September 1999 6 Wochen | 6                                                | Johnny Hallyday                                  | Ballades                                         | –                         |
| 18. September 1999 – 24. September 1999 1 Woche | 1                                                | Céline Dion                                      | Au cœur du Stade                                 | –                         |
| 25. September 1999 – 12. November 1999 7 Wochen | 7                                                | Johnny Hallyday                                  | Sang pour sang                                   | –                         |
| 13. November 1999 – 3. Dezember 1999 3 Wochen | 3                                                | Patrick Bruel                                    | Juste avant                                      | –                         |
| 4. Dezember 1999 – 7. Januar 2000 5 Wochen (insgesamt 7) | 7                                                | Céline Dion                                      | All the Way… A Decade of Song                    | –                         |

## Jahreshitparaden
| ← 1998 ← | Liste der Nummer-eins-Hits in Belgien (Wallonie) | Liste der Nummer-eins-Hits in Belgien (Wallonie) | Liste der Nummer-eins-Hits in Belgien (Wallonie) | 2000 →   |
| \| Singles \| Position# \| Alben \| \| --------------------------------------------------------------------------------------------------------------------------- \| --------- \| ----------------------------------------- \| \| … Baby One More Time Britney Spears Martin Karl Sandberg \| 1 \| Hors-saison Francis Cabrel \| \| Au nom de la rose Moos Musik: Pascal Castro, Mustapha El Alami; Text: Mustapha El Alami \| 2 \| Notre-Dame de Paris (Musical-Soundtrack) \| \| Tu m’oublieras Larusso Marc Hillman, Yves Dessca \| 3 \| Sang pour sang Johnny Hallyday \| \| Mambo No. 5 (A Little Bit Of …) Lou Bega Musik: Dámaso Pérez Prado; zusätzlicher Text: Christian Pletschacher, David Lubega \| 4 \| … Baby One More Time Britney Spears \| \| Jamais loin de toi Lââm Frédéric Philip Prévost, Patrice Marlone \| 5 \| Innamoramento Mylène Farmer \| \| Blue (Da Ba Dee) Eiffel 65 Musik: Maurizio Lobina, Gianfranco Randone; Text: Massimo Gabutti, Maurizio Lobina \| 6 \| Panique celtique Manau \| \| Tu ne m’as pas laissé le temps David Hallyday Lionel Florence, David Hallyday \| 7 \| Ballades Johnny Hallyday \| \| Pump It Up! The Black & White Brothers Michael Anthony Hall, Leonardo Stella \| 8 \| Richard Cocciante \| \| Flat Beat Mr. Oizo Quentin Benoit Dupieux \| 9 \| Live Lara Fabian \| \| If I Could Turn Back the Hands of Time R. Kelly Jack Daniels, Bonnie F. Thompson \| 10 \| All the Way… A Decade of Song Céline Dion \| |                                                  |                                                  |                                                  |          |
| ← 1998 |                                                  |                                                  |                                                  | → 2000 → |
| Singles | Position#                                        | Alben                                            |                                                  |          |
| … Baby One More Time Britney Spears Martin Karl Sandberg | 1                                                | Hors-saison Francis Cabrel                       |                                                  |          |
| Au nom de la rose Moos Musik: Pascal Castro, Mustapha El Alami; Text: Mustapha El Alami | 2                                                | Notre-Dame de Paris (Musical-Soundtrack)         |                                                  |          |
| Tu m’oublieras Larusso Marc Hillman, Yves Dessca | 3                                                | Sang pour sang Johnny Hallyday                   |                                                  |          |
| Mambo No. 5 (A Little Bit Of …) Lou Bega Musik: Dámaso Pérez Prado; zusätzlicher Text: Christian Pletschacher, David Lubega | 4                                                | … Baby One More Time Britney Spears              |                                                  |          |
| Jamais loin de toi Lââm Frédéric Philip Prévost, Patrice Marlone | 5                                                | Innamoramento Mylène Farmer                      |                                                  |          |
| Blue (Da Ba Dee) Eiffel 65 Musik: Maurizio Lobina, Gianfranco Randone; Text: Massimo Gabutti, Maurizio Lobina | 6                                                | Panique celtique Manau                           |                                                  |          |
| Tu ne m’as pas laissé le temps David Hallyday Lionel Florence, David Hallyday | 7                                                | Ballades Johnny Hallyday                         |                                                  |          |
| Pump It Up! The Black & White Brothers Michael Anthony Hall, Leonardo Stella | 8                                                | Richard Cocciante                                |                                                  |          |
| Flat Beat Mr. Oizo Quentin Benoit Dupieux | 9                                                | Live Lara Fabian                                 |                                                  |          |
| If I Could Turn Back the Hands of Time R. Kelly Jack Daniels, Bonnie F. Thompson | 10                                               | All the Way… A Decade of Song Céline Dion        |                                                  |          |